# Yalta
Yalta (en ucraniano y en ruso: Я́лта, en tártaro de Crimea: Yalta) es una ciudad de la Crimea a orillas de la costa septentrional del mar Negro, en el sur de península. Es un importante puerto comercial y de pasajeros. La ciudad está ubicada en el sitio de la antigua colonia griega de Yalita, nombre que conservó hasta el siglo XV.
La ciudad es famosa por la conferencia que se realizó en ella poco antes de concluir la Segunda Guerra Mundial.

## Etimología

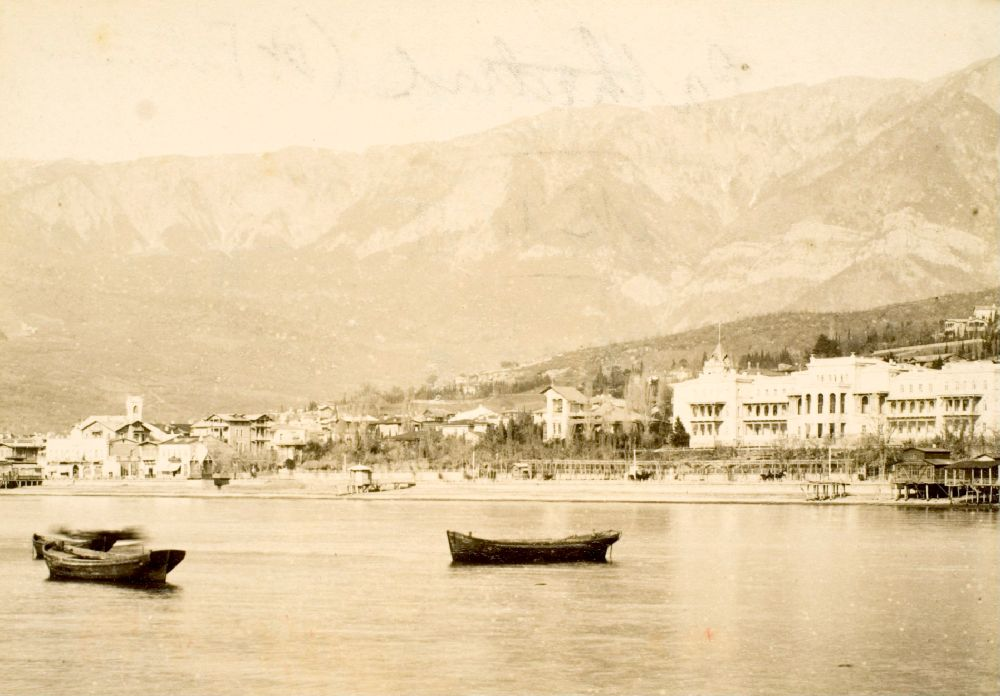
Yalta, Department of Image Collections, National Gallery of Art Library, Washington D. C.

De acuerdo con la versión más común, el nombre de la ciudad proviene del griego "yalos" (en griego: γιαλος, "costa"), pero existe la hipótesis de que la ciudad tiene origen turco. La primera mención de Yalta data del año 1154; nos encontramos con un historiador árabe Al-Idrisi. Galit, Kaulitu o tocador como él llama en cumano (Polovtsiano) a una ciudad que, dice, se encuentra en la costa del mar Negro. Desde el tártaro de Crimea yalyda se puede traducir como "costa", ya que en el tártaro de Crimea Yaly es equivalente, si no; la palabra usada para "costa", siendo pues, un préstamo del griego y viniendo desde la misma palabra griega (γιαλος).

## Clima
Yalta está situado aproximadamente a la misma latitud con los famosos puertos y centros turísticos de Italia Rávena y Génova. El sol brilla aquí en promedio 2250 horas por año, casi lo mismo que en Niza, Cannes, San Remo y otros centros turísticos del Mediterráneo, y más que en Sochi y Kislovodsk. 
Además su clima es moderado y tiene similitudes con el Mediterráneo subtropical. Se caracteriza por inviernos suaves y lluviosos, primaveras frescas, veranos largos y calurosos, además de un largo otoño, que es por lo general caliente. El papel más importante lo desempeña la combinación de un mar caliente libre de hielo y las montañas de Crimea, que se elevan de pared a los vientos fríos. 
La temperatura media en julio de +24,1 °C, la temperatura media en enero de +4,4 °C, en invierno, durante la invasión de ciclón ártico frío o anticiclón temperaturas siberianas puede bajar a valores negativos. Incluso en enero se disfrutan cálidos días soleados, cuando el termómetro marca 20 °C. En 2006, anormalmente fría para Yalta, la temperatura cayó a -10,2 °C.
| Parámetros climáticos promedio de Yalta (1991-2020) | Parámetros climáticos promedio de Yalta (1991-2020) | Parámetros climáticos promedio de Yalta (1991-2020) | Parámetros climáticos promedio de Yalta (1991-2020) | Parámetros climáticos promedio de Yalta (1991-2020) | Parámetros climáticos promedio de Yalta (1991-2020) | Parámetros climáticos promedio de Yalta (1991-2020) | Parámetros climáticos promedio de Yalta (1991-2020) | Parámetros climáticos promedio de Yalta (1991-2020) | Parámetros climáticos promedio de Yalta (1991-2020) | Parámetros climáticos promedio de Yalta (1991-2020) | Parámetros climáticos promedio de Yalta (1991-2020) | Parámetros climáticos promedio de Yalta (1991-2020) | Parámetros climáticos promedio de Yalta (1991-2020) |
| Mes                                                 | Ene.                                                | Feb.                                                | Mar.                                                | Abr.                                                | May.                                                | Jun.                                                | Jul.                                                | Ago.                                                | Sep.                                                | Oct.                                                | Nov.                                                | Dic.                                                | Anual                                               |
| --------------------------------------------------- | --------------------------------------------------- | --------------------------------------------------- | --------------------------------------------------- | --------------------------------------------------- | --------------------------------------------------- | --------------------------------------------------- | --------------------------------------------------- | --------------------------------------------------- | --------------------------------------------------- | --------------------------------------------------- | --------------------------------------------------- | --------------------------------------------------- | --------------------------------------------------- |
| Temp. máx. abs. (°C)                                | 17.8                                                | 20.2                                                | 27.8                                                | 28.5                                                | 33.0                                                | 35.0                                                | 39.1                                                | 39.1                                                | 33.2                                                | 31.5                                                | 25.2                                                | 22.0                                                | 39.1                                                |
| Temp. máx. media (°C)                               | 7.4                                                 | 7.7                                                 | 10.4                                                | 14.8                                                | 20.5                                                | 25.7                                                | 29.1                                                | 29.4                                                | 24.2                                                | 18.3                                                | 12.8                                                | 8.9                                                 | 17.4                                                |
| Temp. media (°C)                                    | 4.6                                                 | 4.6                                                 | 6.8                                                 | 11.1                                                | 16.4                                                | 21.6                                                | 24.8                                                | 25.0                                                | 20.1                                                | 14.6                                                | 9.7                                                 | 6.3                                                 | 13.8                                                |
| Temp. mín. media (°C)                               | 2.5                                                 | 2.2                                                 | 4.1                                                 | 8.1                                                 | 13.1                                                | 18.1                                                | 21.1                                                | 21.5                                                | 16.8                                                | 11.7                                                | 7.2                                                 | 4.1                                                 | 10.9                                                |
| Temp. mín. abs. (°C)                                | -12.2                                               | -12.3                                               | -7.3                                                | -3.8                                                | 2.8                                                 | 7.8                                                 | 12.4                                                | 10.0                                                | 3.9                                                 | -1.1                                                | -8.9                                                | -7.4                                                | -12.3                                               |
| Precipitación total (mm)                            | 76                                                  | 56                                                  | 48                                                  | 29                                                  | 36                                                  | 35                                                  | 32                                                  | 43                                                  | 43                                                  | 52                                                  | 57                                                  | 84                                                  | 591                                                 |
| Nevadas (cm)                                        | 1                                                   | 1                                                   | 1                                                   | 0                                                   | 0                                                   | 0                                                   | 0                                                   | 0                                                   | 0                                                   | 0                                                   | 0                                                   | 0                                                   | 3                                                   |
| Días de lluvias (≥ 1 mm)                            | 14                                                  | 12                                                  | 13                                                  | 12                                                  | 11                                                  | 10                                                  | 8                                                   | 7                                                   | 10                                                  | 10                                                  | 12                                                  | 15                                                  | 134                                                 |
| Días de nevadas (≥ 1 mm)                            | 6                                                   | 6                                                   | 4                                                   | 0.2                                                 | 0                                                   | 0                                                   | 0                                                   | 0                                                   | 0                                                   | 0                                                   | 1                                                   | 3                                                   | 20.2                                                |
| Horas de sol                                        | 68.6                                                | 85.1                                                | 133.3                                               | 174.9                                               | 239.2                                               | 273.2                                               | 308.1                                               | 280.6                                               | 216.2                                               | 145.1                                               | 89.3                                                | 63.2                                                | 2076.8                                              |
| Humedad relativa (%)                                | 76                                                  | 73                                                  | 73                                                  | 72                                                  | 69                                                  | 68                                                  | 62                                                  | 61                                                  | 65                                                  | 71                                                  | 75                                                  | 75                                                  | 70                                                  |
| Fuente n.º 1: Погода и климат                       |                                                     |                                                     |                                                     |                                                     |                                                     |                                                     |                                                     |                                                     |                                                     |                                                     |                                                     |                                                     |                                                     |
| Fuente n.º 2: WMO                                   |                                                     |                                                     |                                                     |                                                     |                                                     |                                                     |                                                     |                                                     |                                                     |                                                     |                                                     |                                                     |                                                     |

## Demografía
Según el censo que Ucrania realizó el 1 de enero de 2001, la población de Yalta es de 80 552. Los principales grupos étnicos de Yalta son: 
| Etnia              | Población | %   |
| ------------------ | --------- | --- |
| Rusos              | 52 358    | 65% |
| Ucranianos         | 20 138    | 25% |
| Tártaros de Crimea | 3 222     | 4%  |
| Bielorrusos        | 1 611     | 2%  |
| Otros              | 3 223     | 4%  |

El lenguaje predominante casi de una forma absoluta en las calles de la ciudad es el ruso.
Este número total no incluye la población de los pueblos vecinos y pueblos pequeños. La población del área metropolitana es de 125.000.

## Actualidad
Tras la disolución de la Unión Soviética en 1991, Yalta ha luchado por mantener su economía. Muchos de los nuevos ricos empezaron a ir a otros destinos turísticos europeos; por el contrario, el empobrecimiento de muchos ciudadanos exsoviéticos, ha significado que estos ya no puedan darse el lujo de ir a Yalta como en tiempos soviéticos. 
El transporte se ha reducido considerablemente con el término de casi todo el tráfico de pasajeros por vía marítima[cita requerida]). La línea de trolebús más larga de Europa va desde la estación de tren en Simferópol a Yalta (casi 90 km). Yalta está realmente abarrotado en temporada alta (julio-agosto) y los precios de los alojamientos muy altos. La mayoría de los turistas proviene de países de la antigua Unión Soviética. El resto de los extranjeros (aproximadamente el 7% del número total de turistas que visitan Yalta) son en su mayoría de Europa y los Estados Unidos.
Yalta tiene un hermoso malecón a orillas del mar Negro, durante todas las estaciones del años se puede ver a las personas del lugar o a los turistas paseando por allí, que además sirve como lugar de reunión. Hay varias playas a ambos costados del terraplén. La ciudad cuenta con una sala de cine, un teatro, un mercado al aire libre y varios restaurantes.
Dos playas de Yalta tienen la bandera azul desde mayo de 2010. Estas fueron las primeras playas de la Comunidad de Estados Independientes (con dos playas en Yevpatoria) a las que se concedió la bandera azul.

## Ciudades hermanadas
- Acapulco, México[4][5]
- Reynosa, Tamaulipas
- Ecatepec de Morelos (2013)
- Baden-Baden, Alemania (1994)[6]
- Berlín-Pankow, Alemania (2000)[6]
- Galaţi, Rumania (2003)[7]
- Limasol, Chipre[8]
- Margate, Reino Unido[9]
- Niza, Francia[10]
- Pärnu, Estonia[11]
- Rijeka, Croacia[12]
- Salsomaggiore Terme, Italia (2007)
- Santa Bárbara, Estados Unidos (1987)[13]
- Sharm el-Sheikh, Egipto (2009)[14]
- Xaçmaz, Azerbaiyán[15]
- Batumi, Georgia[16]

## Galería

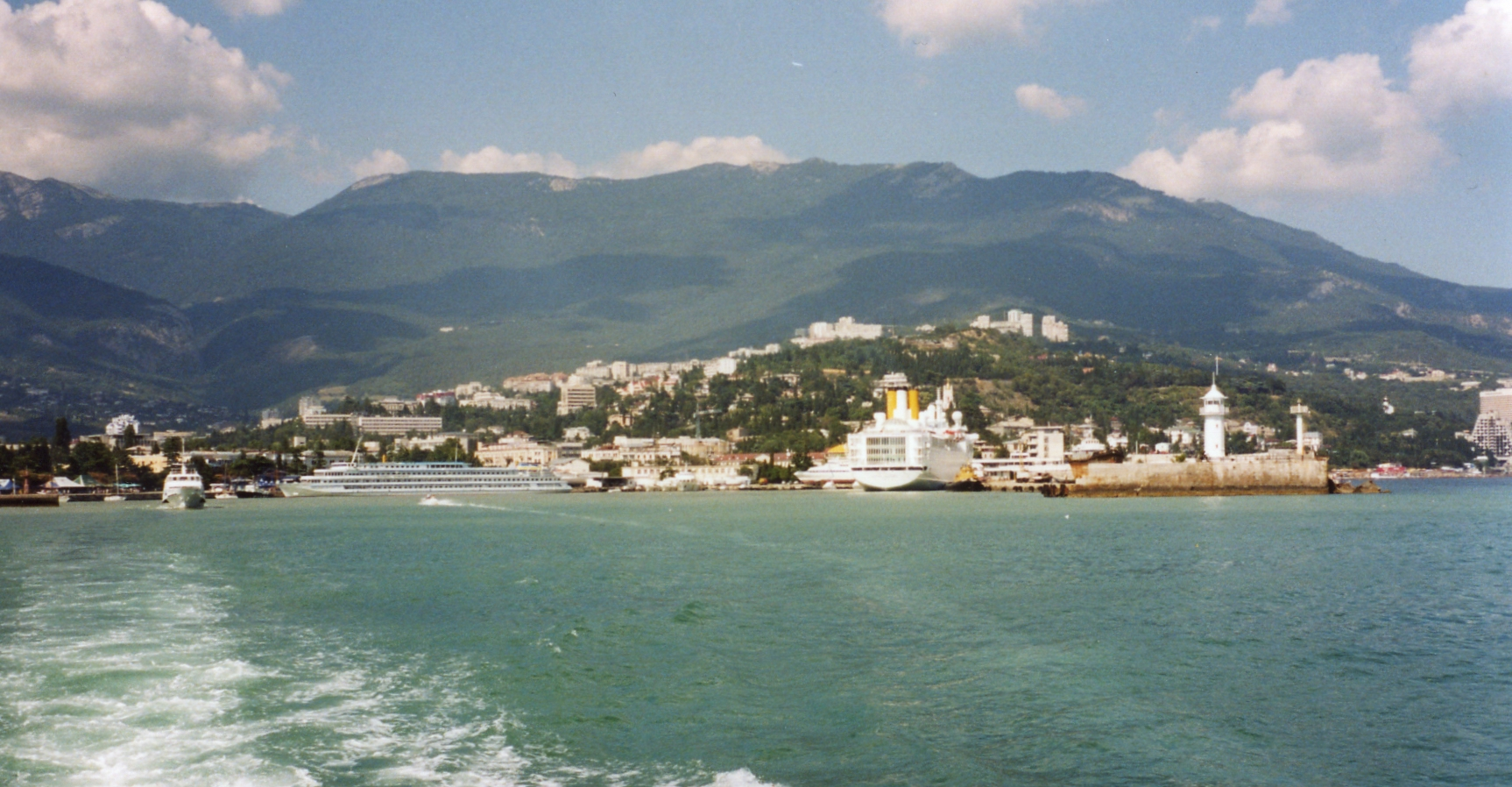
Vista de Yalta.
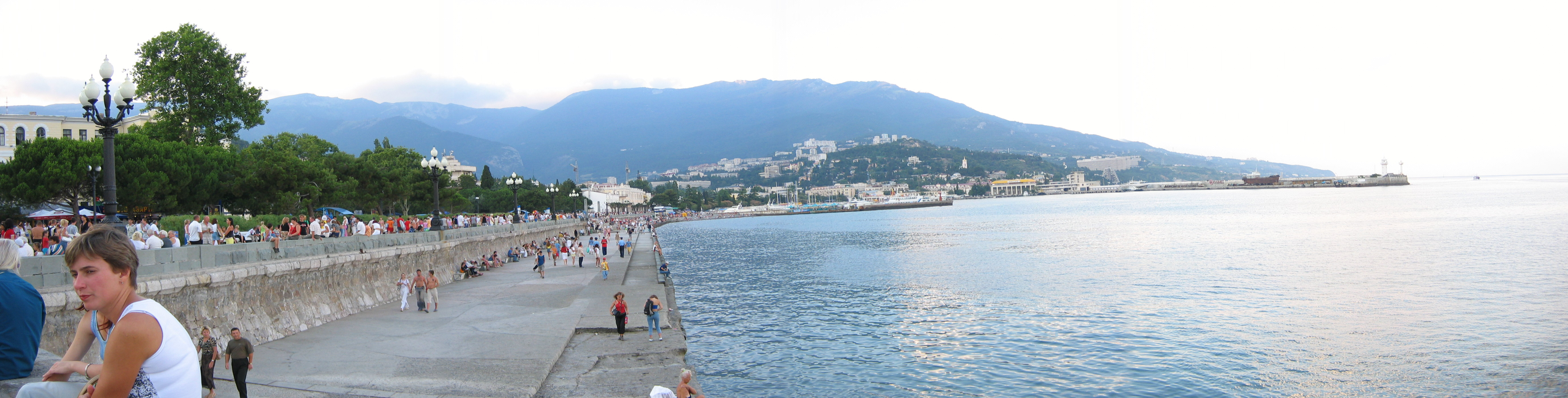
Vista de la playa de Yalta.
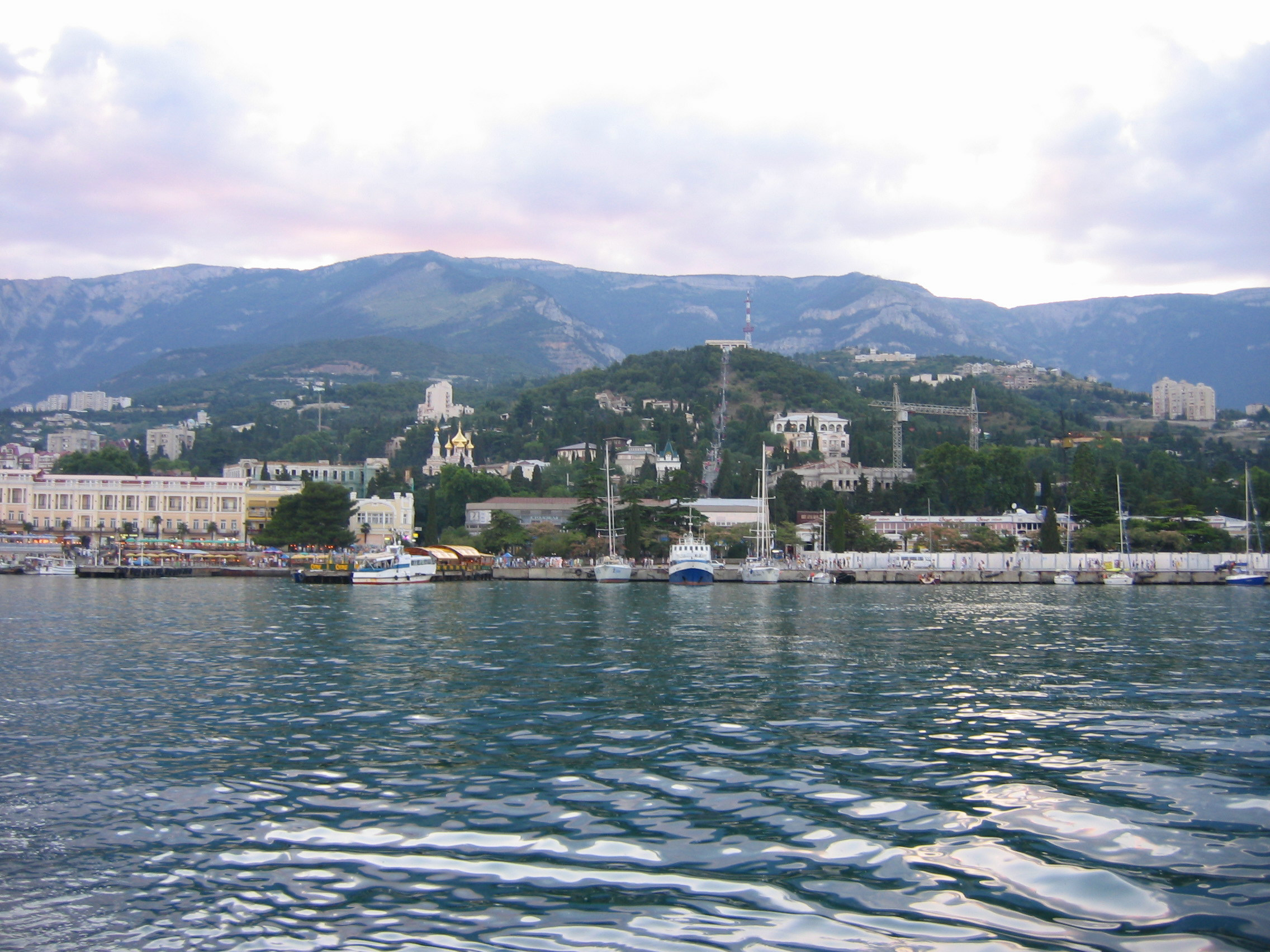
Vista del puerto de Yalta.
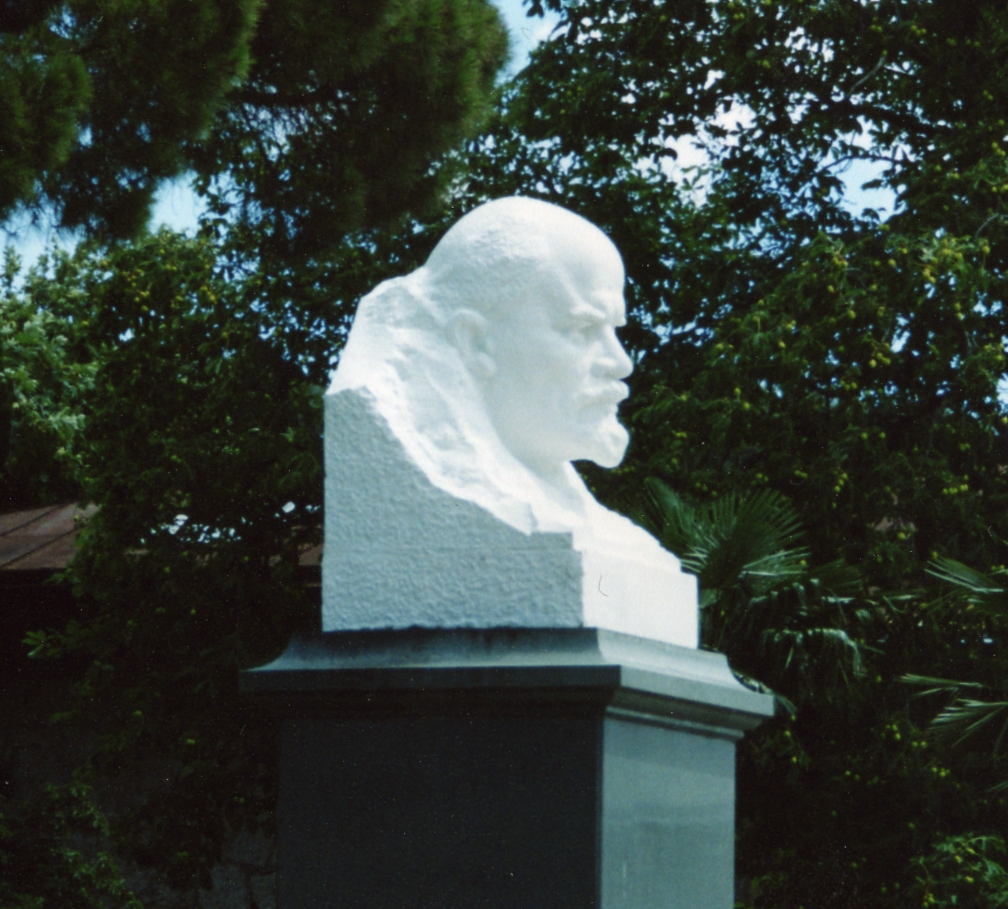
Busto de Lenin en el jardín botánico Nikitski, puerto de Yalta
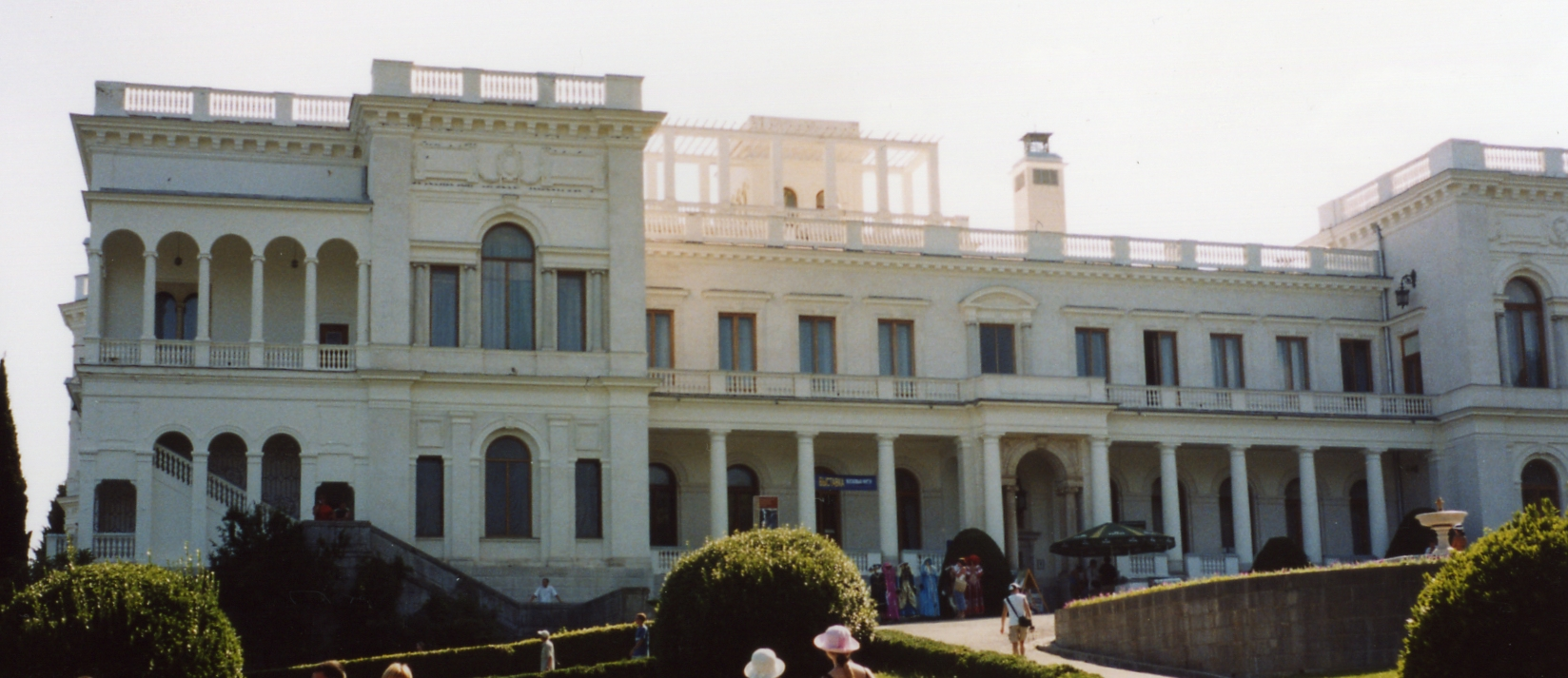
Palacio de Livadia, puerto de Yalta, donde fue firmado el tratado de Yalta en 1945
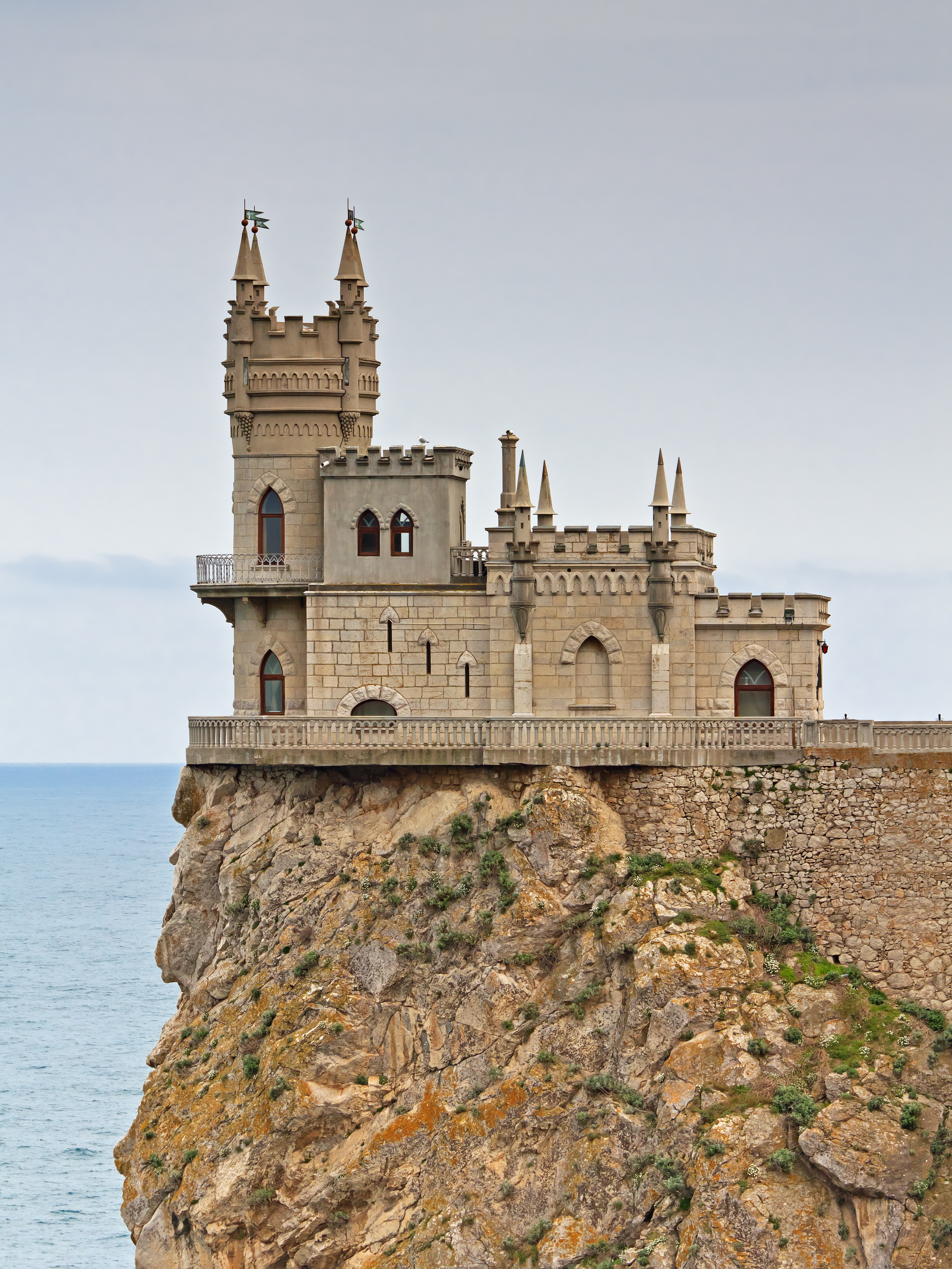
Castillo Nido de golondrina
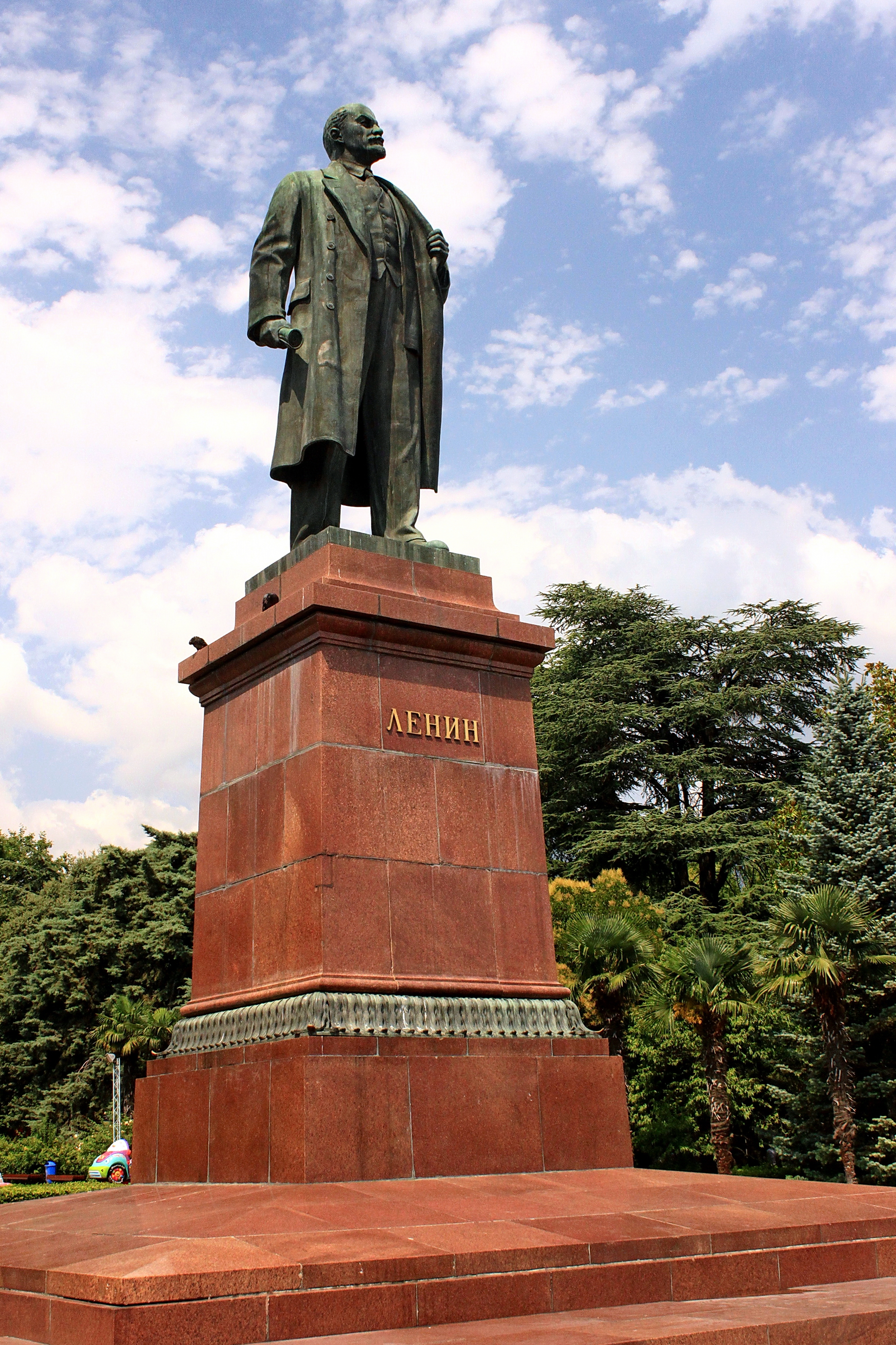
Monumento a Lenin